# (599752) 2010 VQ11
2010 VQ11 ist ein großes transneptunisches Objekt im Kuipergürtel, das bahndynamisch als erweitertes Scattered Disk Object (DO) oder als Cubewano (CKBO) eingestuft wird. Aufgrund seiner Größe gehört der Asteroid zu den Zwergplanetenkandidaten.

## Entdeckung
2010 VQ11 wurde am 2. November 2010 von einem Astronomenteam, bestehend aus Dave Rabinowitz, Meg Schwamb und Suzanne Tourtellotte, mit dem 3,6-m-ESO-Teleskop am La-Silla-Observatorium (Chile) der Europäischen Südsternwarte (ESO) entdeckt. Die Entdeckung wurde am 17. März 2012 nach der Bestätigung durch das 1,3-m-Reflektorteleskop am Cerro Tololo-Observatorium (Chile) bekanntgegeben.
Nach seiner Entdeckung ließ sich 2010 VQ11 auf Fotos, die im Rahmen des Near-Earth-Asteroid-Tracking-Programmes (NEAT) am Palomar-Observatorium (Kalifornien) gemacht wurden, bis zum 7. Dezember 2002 zurückgehend identifizieren und so seinen Beobachtungszeitraum um acht Jahre verlängern, um so seine Umlaufbahn genauer zu berechnen. Seither wurde der Planetoid durch verschiedene erdbasierte Teleskope beobachtet. Im September 2018 lagen insgesamt 151 Beobachtungen über einen Zeitraum von 15 Jahren vor. Die bisher letzte Beobachtung wurde im Februar 2017 am Pan-STARRS-Teleskop (PS1) durchgeführt. (Stand 18. März 2019)

## Eigenschaften

### Umlaufbahn
2010 VQ11 umkreist die Sonne in 301,15 Jahren auf einer leicht elliptischen Umlaufbahn zwischen 38,80 AE und 51,05 AE Abstand zu deren Zentrum. Die Bahnexzentrizität beträgt 0,136, die Bahn ist 13,31° gegenüber der Ekliptik geneigt. Derzeit ist der Planetoid 40,62 AE von der Sonne entfernt. Das Perihel durchlief er das letzte Mal 1985, der nächste Periheldurchlauf dürfte also im Jahre 2287 erfolgen.
Marc Buie (DES) klassifiziert den Planetoiden als erweitertes SDO (ESDO bzw. DO), während vom Minor Planet Center keine spezifische Einstufung existiert; letzteres ordnet ihn als Nicht-SDO und allgemein als «Distant Object» ein. Das Johnston’s Archive führt ihn dagegen als Cubewano auf, wobei er zu den bahndynamisch «heißen» klassischen KBO gehören würde.

### Größe
Derzeit wird von einem Durchmesser von 358 km ausgegangen, basierend auf einem Rückstrahlvermögen von 8 % und einer absoluten Helligkeit von 5,7 m. Ausgehend von diesem Durchmesser ergibt sich eine Gesamtoberfläche von etwa 403.000 km². Die scheinbare Helligkeit von 2010 VQ11 beträgt 21,92 m.
Da es denkbar ist, dass sich 2010 VQ11 aufgrund seiner Größe im hydrostatischen Gleichgewicht befindet und somit weitgehend rund sein könnte, erfüllt er möglicherweise die Kriterien für eine Einstufung als Zwergplanet. Mike Brown geht davon aus, dass es sich bei 2010 VQ11 um vielleicht einen Zwergplaneten handelt.
| Jahr                                         | Abmessungen km | Quelle   |
| -------------------------------------------- | -------------- | -------- |
| 2018                                         | 336,0          | Johnston |
| 2018                                         | 358,0          | Brown    |
| Die präziseste Bestimmung ist fett markiert. |                |          |